# Санта Софија д'Епиро
Санта Софија д'Епиро (итал. Santa Sofia d'Epiro) је насеље у Италији у округу Козенца, региону Калабрија.
Према процени из 2011. у насељу је живело 1255 становника. Насеље се налази на надморској висини од 558 м.

## Становништво
Према резултатима пописа становништва 2011. у општини је живело 2.748 становника.
| 1931. | 1936. | 1951. | 1961. | 1971. | 1981. | 1991. | 2001. | 2011. |
| ----- | ----- | ----- | ----- | ----- | ----- | ----- | ----- | ----- |
| 2.603 | 2.694 | 3.098 | 3.048 | 2.791 | 2.679 | 3.095 | 3.131 | 2.748 |